# Szczepan Wacek
Szczepam Wacek, ps. „Podolski”, „Toruński” (ur. 25 stycznia?/6 lutego 1895 w Kamieńcu Podolskim, zm. 5 marca 1980 w Warszawie) – major lekarz Wojska Polskiego, kawaler Orderu Virtuti Militari, komandor podporucznik „ludowej” Marynarki Wojennej.

## Życiorys
Urodził się w rodzinie Antoniego i Wiktorii z Dobrowolskich. Uczęszczał do szkoły rosyjskiej. Po zdaniu w 1914 matury został przyjęty na Wydział Lekarski Uniwersytetu w Kijowie. W czasie studiów należał do polskiej korporacji akademickiej „Polonia”. W 1918 wstąpił do Wojska Polskiego na Wschodzie, z którym przybył do Polski w czerwcu 1919. Ukończył studia na Wydziale Lekarskim Uniwersytetu Warszawskiego i 9 lipca 1924 otrzymał dyplom doktora wszech nauk lekarskich. Promotorem jego pracy był prof. dr Kazimierz Orzechowski.
Po otrzymaniu dyplomu został skierowany do 59. pułku piechoty w Inowrocławiu. 25 stycznia 1925 przeniesiony do 16. pułku artylerii polowej w Grudziądzu, gdzie prowadził izbę chorych oraz oddział szpitalny. W styczniu 1928 został przydzielony z 8 Szpitala Okręgowego do 8 pułku Saperów w Toruniu na stanowisko lekarza. Z dniem 1 kwietnia 1929 został zwolniony z zajmowanego stanowiska w 8 psap z równoczesnym oddaniem do dyspozycji komendanta kadry oficerów służby zdrowia do 31 marca 1930 w celu fachowej specjalizacji (choroby oczu) w Szpitalu Szkolnym Szkoły Podchorążych Sanitarnych. W czerwcu 1930 został przeniesiony do Szpitala Szkolnego Centrum Wyszkolenia Sanitarnego na stanowisko ordynatora. 16 marca 1934 został awansowany do stopnia majora ze starszeństwem z dniem 1 stycznia 1934 i 17. lokatą w korpusie oficerów sanitarnych (w marcu 1939, w tym samym stopniu i starszeństwie zajmował 13. lokatę w korpusie oficerów zdrowia, grupa lekarzy). Od 1934 do września 1939 pełnił służbę w Centrum Wyszkolenia Sanitarnego w Warszawie na stanowisku starszego ordynatora Oddziału Ocznego Szpitala Szkolnego. 3 września 1939, zgodnie z przydziałem mobilizacyjnym, przybył do sanatorium Rudka i objął komendę nad organizującym się szpitalem polowym nr 162.
Uczestniczył w kampanii wrześniowej. W trakcie okupacji będąc żołnierzem ZWZ-AK, pełnił na polecenie przełożonych funkcję lekarza urzędowego w więzieniu gestapo na Pawiaku w Warszawie. Walczył w powstaniu warszawskim, udzielając pomocy lekarskiej w szpitalach polowych. Razem z rannymi żołnierzami trafił do Stalagu XI A w Altengrabow. 
Przez Londyn trafił do Polskiego Szpitala Wojskowego w Taymouth Castle. Do Polski powrócił w 1946. Od 1 kwietnia 1948, w stopniu komandora podporucznika, pełnił służbę w Szpitalu Garnizonowym w Oliwie. 23 listopada 1949 został aresztowany. W tzw. Procesie Generałów został skazany na 10 lat więzienia. 24 kwietnia 1956 został zrehabilitowany przez Najwyższy Sąd Wojskowy, a śledztwo w tej sprawie zostało umorzone. Po uwolnieniu pracował w ambulatorium Ubezpieczalni Społecznej w Warszawie. Na emeryturę przeszedł w 1973.
Zmarł 5 marca 1980 w Warszawie. Pochowany na Cmentarzu Wojskowym na Powązkach (kwatera B39-8-1).

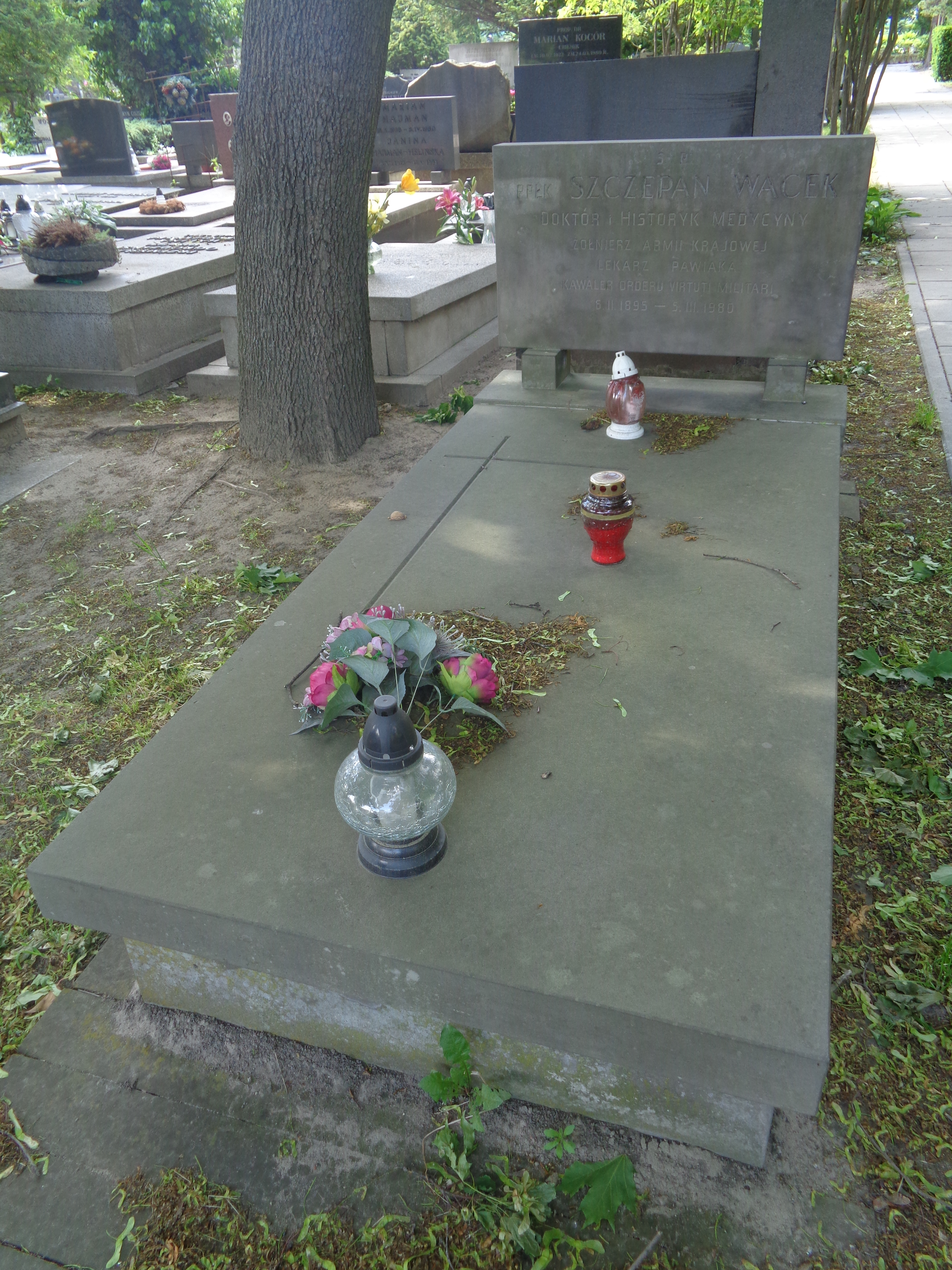
Nagrobek Szczepana Wacka na Cmentarzu Wojskowym na Powązkach

## Ordery i odznaczenia
- Krzyż Srebrny Orderu Wojskowego Virtuti Militari nr 12343[13]
- Złoty Krzyż Zasługi (25 maja 1939)[14][7]